# L'Hostal del Fum
L'Hostal del Fum és una masia de Palau-solità i Plegamans (Vallès Occidental) envoltada d'un parc de 30 hectàrees d’una gran riquesa natural.
És inclòs en l'Inventari del Patrimoni Arquitectònic de Catalunya.

## Descripció
És una masia de planta baixa i un pis. La façana principal té una forma simètrica; al centre es troba la porta d'entrada amb arc escarser i una finestra rectangular per banda amb una reixa; a sobre de la porta hi ha un balcó i una finestres allindada per banda. Les parets estan arrebossades i pintades de blanc excepte un petit sòcol de pedra que recorre tot l'edifici. Es pot observar l'agulla d'un antic rellotge de sol. Té un pati intern.

## Història
Era un antic hostal per allotjar els traginers i viatgers que anaven cap a Barcelona. L’associació Tren de Palau ha construït al parc un carrilet i trenets amb locomotores de vapor i diesel que reprodueixen a escala models de diferents èpoques.